# Nyctemera avitta
Nyctemera avitta är en fjärilsart som beskrevs av Adalbert Seitz 1915. Nyctemera avitta ingår i släktet Nyctemera och familjen björnspinnare. Inga underarter finns listade i Catalogue of Life.